# Tivolibrücke (Wien)

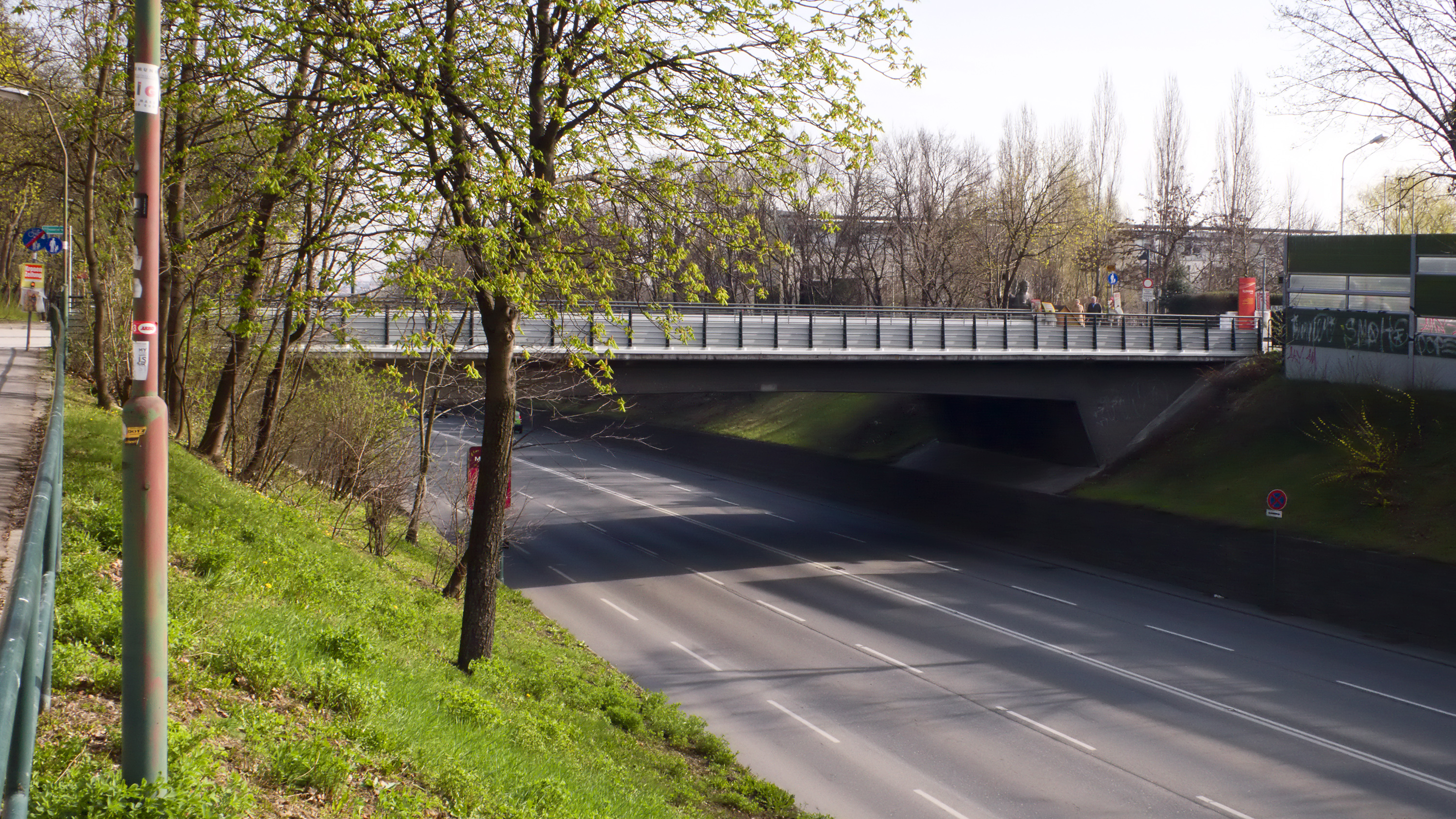
Die Tivolibrücke

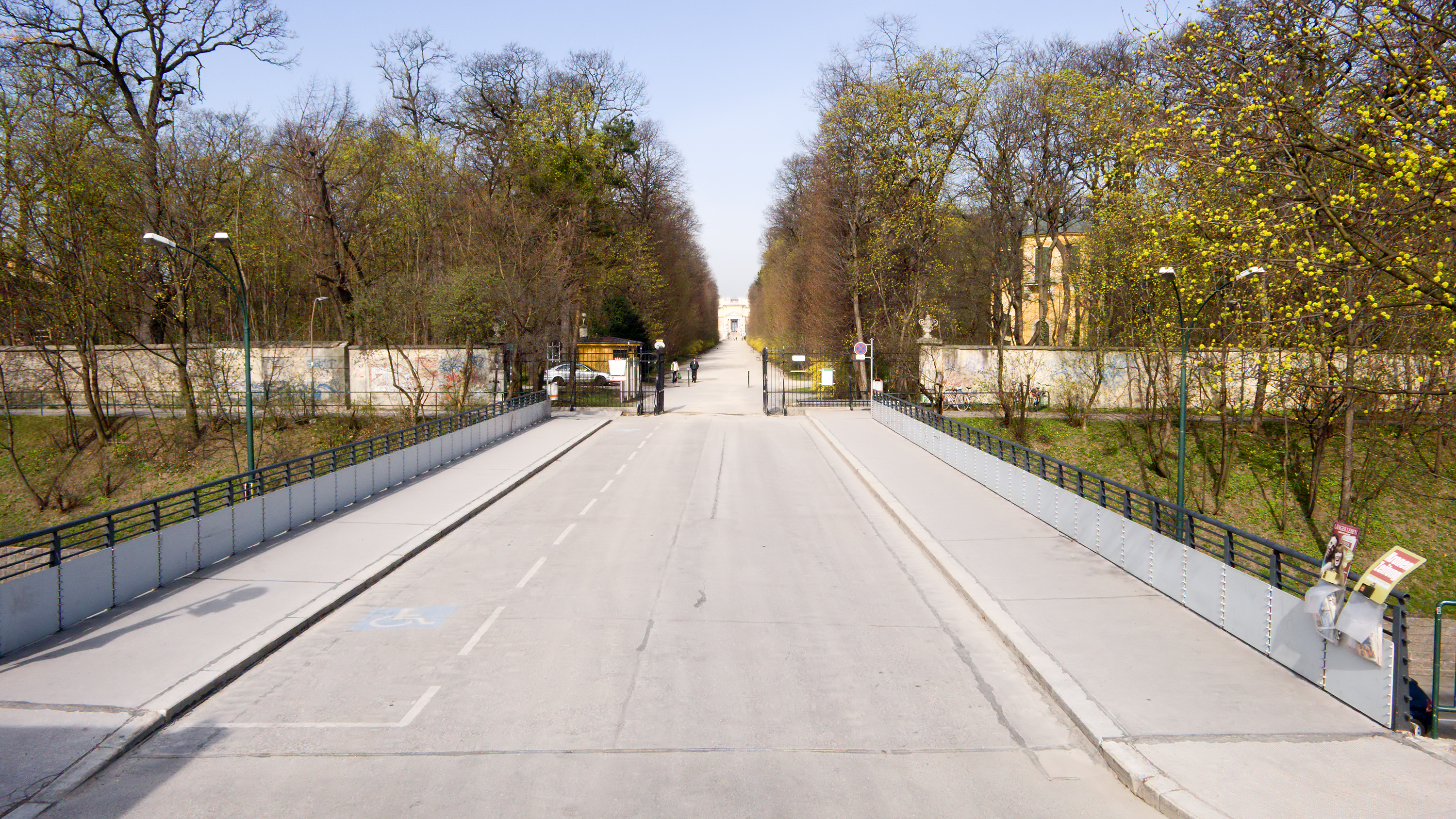
Die Brücke in Richtung Gloriette

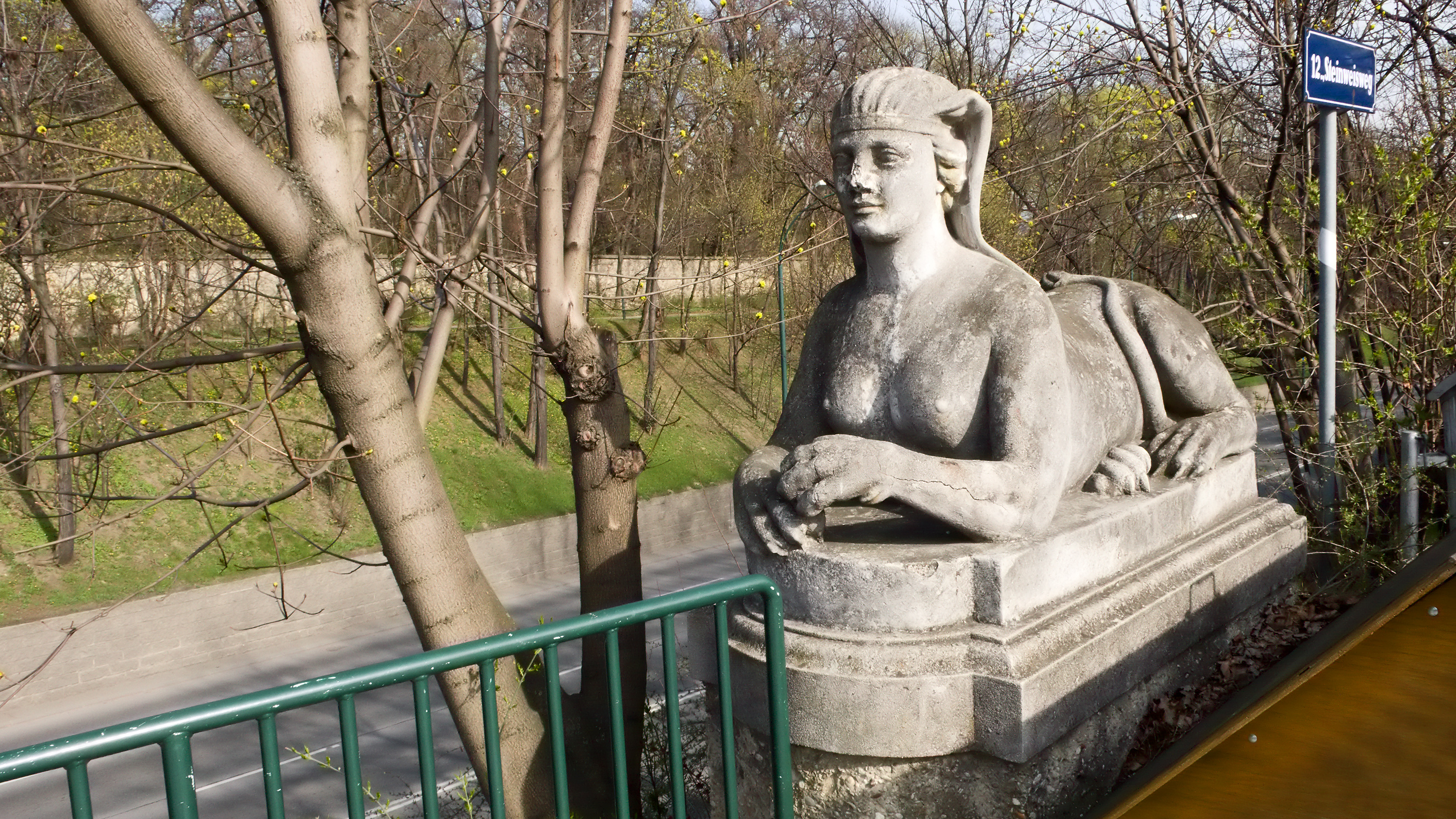
Sphinx an der Brücke

Die Tivolibrücke ist eine Brücke in Wien, die den 12. Wiener Gemeindebezirk Meidling und den 13. Wiener Gemeindebezirk Hietzing verbindet. Sie führt über die Grünbergstraße und verbindet die Hohenbergstraße – diese geradlinig verlängernd −mit dem Schlosspark Schönbrunn und der Gloriette. Da die Brücke im Auftrag von Maria Theresia errichtet wurde, ist sie auch unter dem Namen Maria Theresien-Brücke bekannt.

## Geschichte
1777 wurde die Brücke in Ziegelbauform errichtet, um einen Graben zu überbrücken. Sie war an beiden Enden mit Sphingen verziert. Ab 1962 erfolgte der vollständige Neubau der Brücke, die Statuen blieben aber erhalten. Im September 1963 wurde die Brücke dem Verkehr übergeben. Da im Park von Schloss Schönbrunn Allgemeines Fahrverbot – zum Schutz des historischen Parks mit nur wassergebundenen Wegbelägen auch für Radverkehr – herrscht, wird die Brücke im Wesentlichen nur von Fußgängern frequentiert, am südseitigen Fahrbahnrand sind jedoch Parkplätze für Kfz von Behinderten abmarkiert. Der Name stammt vom ehemals nebenan bestandenen Vergnügungspark Tivoli.